# Flüchtlingslager Gmünd

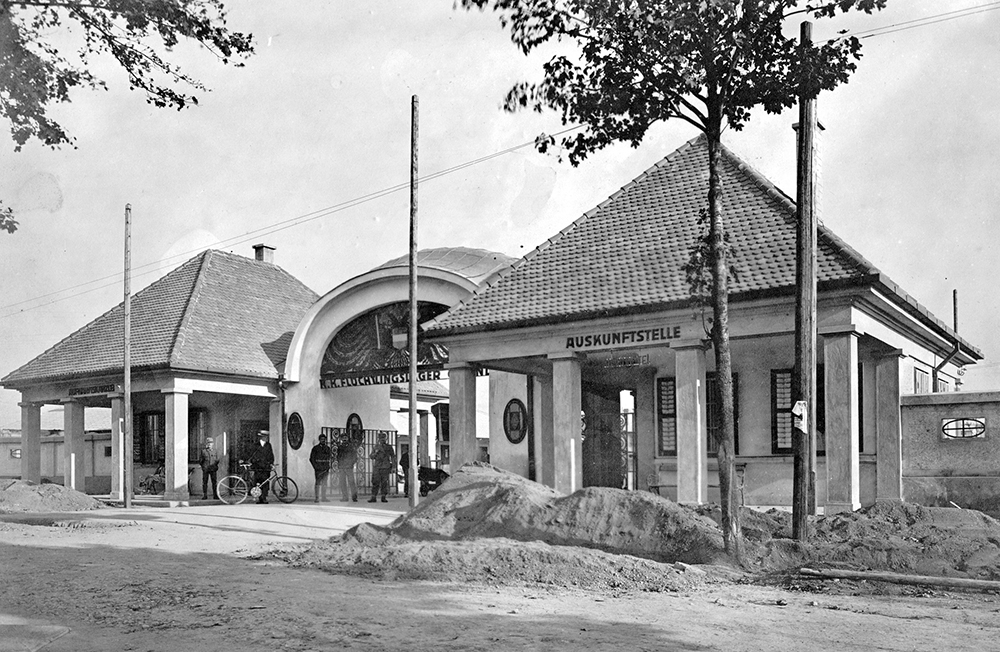
Ehemaliges Haupteingangstor des Gmünder Flüchtlingslagers

Das Flüchtlingslager Gmünd war von 1914 bis 1918 ein Flüchtlingslager in der Stadtgemeinde Gmünd im Bezirk Gmünd in Niederösterreich. Es gilt als eines der größten Flüchtlingslager in der ehemaligen Österreich-Ungarischen Monarchie. Die Flüchtlinge kamen vorwiegend aus Galizien, der Bukowina sowie ab Mai 1915 auch aus Istrien.

## Anlage

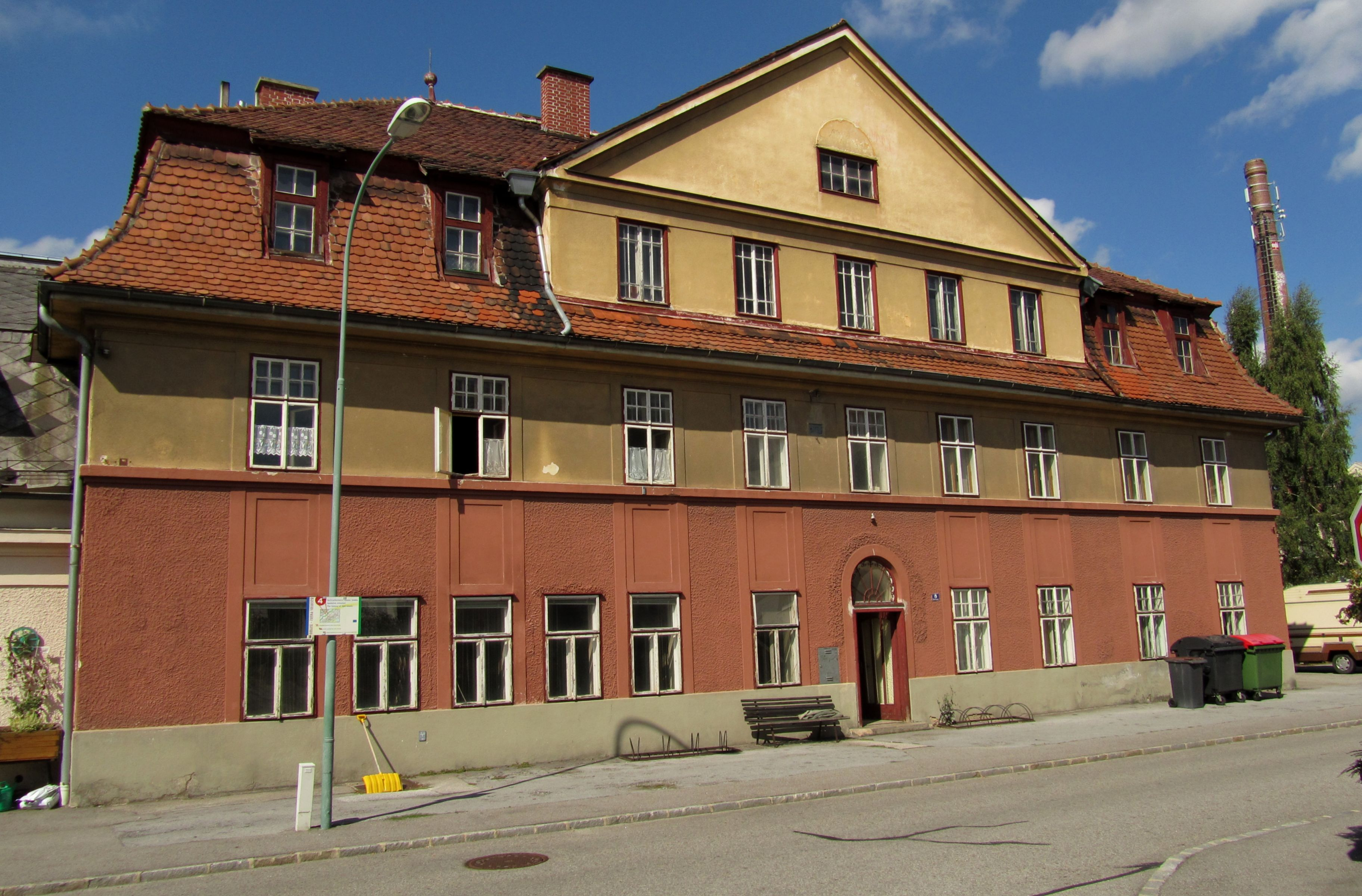
Ehemaliges Schwesternhaus

Um den Vormarsch der russischen Truppen in Galizien zu behindern, griff das k.u.k Militär zur Strategie der verbrannten Erde, vernichtete auf ihrem Rückzug systematisch ganze Dörfer und vertrieb deren Bevölkerung, was eine enorme Flüchtlingswelle zur Folge hatte. Noch 1914 wurde begonnen, in Gmünd ein Lager zu errichten. Mit Wohnbaracken für je 200 bis 250 Personen, sodass das Lager 30.000 Personen aufnehmen konnte, befand sich das Lager auf einem 550.000 m² großen Areal südwestlich des Stadtzentrums. Es verfügte über ein Spital, eine Wasserversorgung, Kanalisation, elektrisches Licht, eine Schule und eine Kirche.  1916 gab es Pläne das Lager auf 50.000 Personen zu erweitern. Doch wurde zwischen Februar und Juli 1917 eine Höchstbelegung von über 31 000 Menschen im Lager erreicht, ohne dass ein Ausbau erfolgt war.
Bei der Errichtung des Lagers wurden in einigen Bereichen Vertreter der zeitgenössischen Architektur und Kunst herangezogen. Die Pläne für die Lagerkirche stammen von Max Hans Joli und Rudolf Frass, die Ausgestaltung des Inneren der griechisch-katholischen Holzkirche nahm Bertold Löffler, ein Schüler Koloman Mosers, vor.
Von den ca. 200.000 Flüchtlingen, die überwiegend aus Galizien und der Bukowina stammten, starben viele an Entkräftung und an Krankheiten und wurden im Lager beigesetzt – man schätzt ihre Zahl auf etwa 30.000. Rund 5.000 Tote waren nach Mai 1915 aus der Reihe der istrischen Evakuierten zu beklagen. Nach Kriegsende begaben sich der Großteil der Flüchtlinge wieder in ihre alte Heimat.

## Folgenutzung

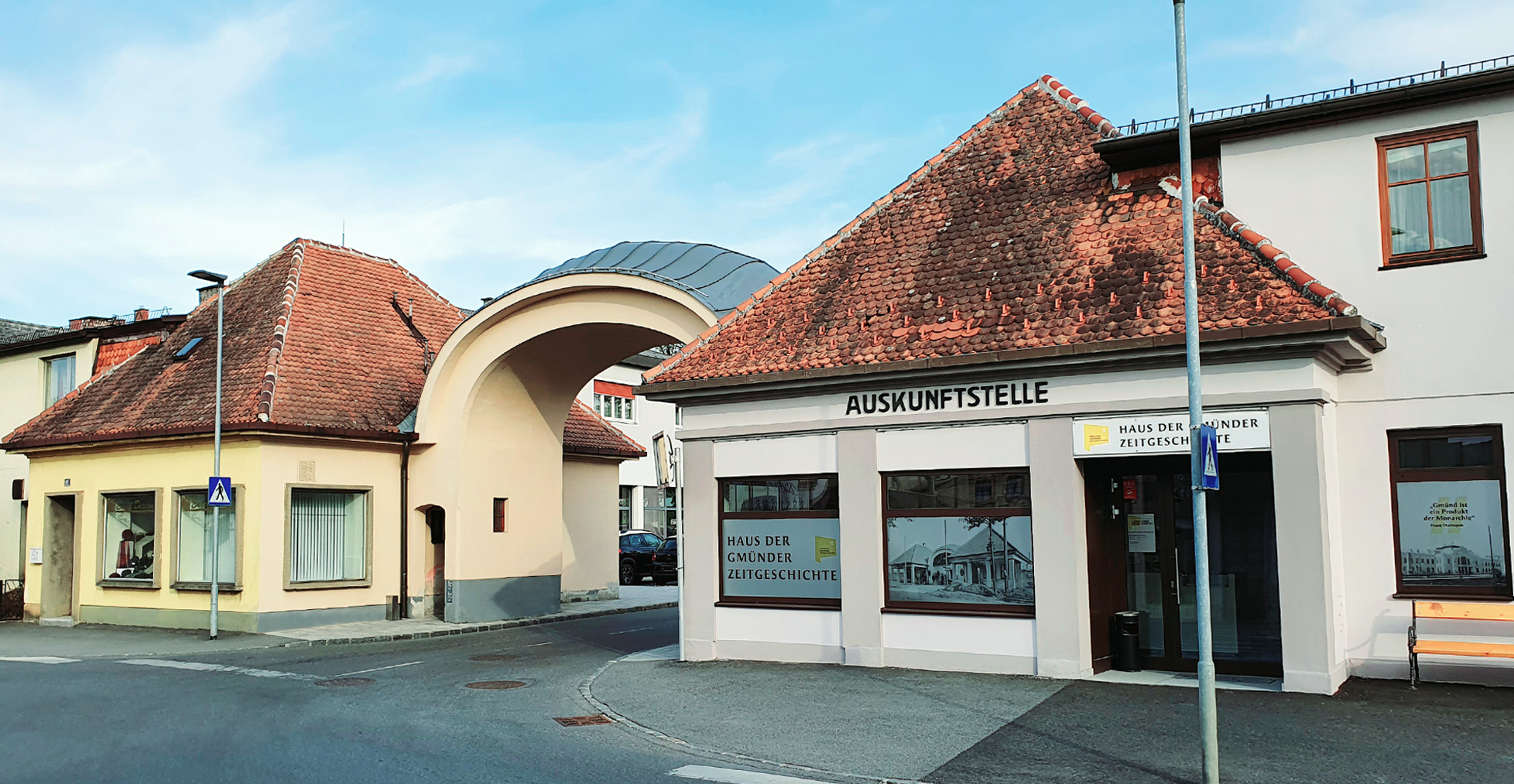
Das "Haus der Gmünder Zeitgeschichte"

Nach der Auflösung des Lagers im Jahr 1919 war hier die "Kinderrepublik" von Otto Felix Kanitz untergebracht, ein Ferienprojekt der Kinderfreunde. Danach entwickelte sich auf diesem Gebiet der Stadtteil Gmünd-Neustadt, wobei auch viele nach dem Ersten Weltkrieg Bewohner aus dem späteren České Velenice und dem Umland (bedingt durch die Grenzziehung von St. Germain) hier sesshaft wurden. Aus der ehemaligen Lagerhauptstraße entstand die großzügig angelegte Hauptstraße, auch das Lagertor existiert noch, und ringsum entstanden Wohnbauten, Einfamilienhäuser und zahlreiche Gewerbebetriebe und Fabriken. Einer der damals größten Wohnkomplexe des Waldviertels, der sogenannte „Neubau“ mit insgesamt 130 Wohnungen, wurde zwischen 1926 und 1927 errichtet. Große Bereiche des ehemaligen Lagers wurden später vom Nahrungsmittelkonzern Agrana übernommen.
Zwischen der Dr.-Karl-Renner-Siedlung und der Birkenwiese wurde 1938 ein RAD-Lager (Reichsarbeitsdienst-Lager) errichtet, das nach dem Zweiten Weltkrieg mit Gemeinde- und Genossenschaftswohnungen überbaut und in Sportplatzsiedlung umbenannt wurde.

## Heutige Situation
Die ehemalige Struktur des Flüchtlingslagers ist bis heute im Grundriss des daraus entstandenen Stadtteiles Gmünd-Neustadt erkennbar. Außerdem haben sich zahlreiche Gebäude aus dieser Zeit erhalten, wie das ehemalige Haupteingangstor (heute „Haus der Gmünder Zeitgeschichte“), die Barackenverwaltung, die ehemalige Lagergendarmerie, das Spitalsportiershäuschen, eine Feuerwehrnebenwache und die im Volksmund genannte Villenkolonie und Eisenbahnersiedlung im Westen des Stadtteiles. Die ehemaligen Schwesternhäuser des Lagerkrankenhauses in der Pestalozzigasse 8 und Conrathstraße 47 sind ebenfalls erhalten, ersteres steht unter Denkmalschutz. Außerdem besteht heute noch der groß angelegte Friedhof des ehemaligen Flüchtlingslagers.
In der ehemaligen Auskunftsstelle beim ehemaligen Haupteingangstor des Gmünder Flüchtlingslagers (Weitraer Straße 107) wurde das „Haus der Gmünder Zeitgeschichte“ eingerichtet. Das mit finanzieller Unterstützung durch das LEADER-Programm der EU geschaffene Museum wurde am 11. Mai 2019 eröffnet.